# Боржес, Матеус
Матеус Боржес Феррейра (порт. Matheus Borges Ferreira, род. 20 июля 1993, Рио-де-Жанейро) — бразильский хоккеист (хоккей на траве), полевой игрок. Участник летних Олимпийских игр 2016 года.

## Биография
Матеус Боржес родился 20 июля 1993 года в бразильском городе Рио-де-Жанейро.
Заинтересовался хоккеем на траве после Панамериканских игр 2007 года, проходивших в Рио-де-Жанейро. Боржес стал заниматься в рамках проекта военного колледжа.
Играл в хоккей на траве за «Кариоку» из Рио-де-Жанейро.
3 марта 2013 года вошёл в историю бразильского хоккея на траве, забив первый мяч сборной страны в Мировой лиге в поединке с Чили (1:3).
В 2013 году в составе сборной Бразилии занял 7-е место на Панамериканском чемпионате в Торонто, забил 3 мяча.
В 2014 году в составе сборной Бразилии занял 4-е место в хоккейном турнире Южноамериканских игр в Сантьяго, забил 2 мяча.
В 2015 году в составе сборной Бразилии занял 4-е место в хоккейном турнире Панамериканских игр в Торонто, забил 3 мяча.
В 2016 году вошёл в состав сборной Бразилии по хоккею на траве на летних Олимпийских играх в Рио-де-Жанейро, занявшей 12-е место. Играл в поле, провёл 5 матчей, мячей не забивал.